# Igor Bišćan
Igor Bišćan (* 4. Mai 1978 in Zagreb) ist ein kroatischer Fußballspieler und jetziger Trainer.

## Karriere
Seine Karriere begann Bišćan bei Dinamo Zagreb. Für die Saison 1997/98 war er an den NK Samobor verliehen, 1998/99 und 1999/2000 wurde er mit Dinamo Zagreb Kroatischer Meister. In der Saison 2000/01 wechselte Bišćan für eine geschätzte Ablösesumme von 9,2 Mio. Euro zum FC Liverpool. Er spielte dort bis 2005 und gewann unter anderem die UEFA Champions League. Von 2005 bis 2007 stand er bei Panathinaikos Athen unter Vertrag. Danach spielte Bišćan wieder bei Dinamo Zagreb, wo er 2012 seine Spielerkarriere beendete.
Bišćan war defensiv vielfältig einsetzbar und spielte 15-mal für die kroatische Fußballnationalmannschaft, ehe er sich aus ihr auf Grund von Meinungsverschiedenheiten mit der Verbandsführung zurückzog.
2016 trat Bišćan bei NK Rudeš seine erste Trainerstation an. Danach trainierte er Olimpija Ljubljana (2017–2018), den HNK Rijeka (2018–2019) und die kroatische U21 (2019–2023). Von April bis August 2023 war Bišćan Trainer von Dinamo Zagreb.

## Erfolge
- Kroatischer Meister: 1998/99, 1999/2000, 2007/08, 2008/09, 2009/10, 2010/11, 2011/12
- Kroatischer Pokalsieger: 2000/01, 2007/08, 2008/09, 2010/11, 2011/12
- League-Cup-Sieger: 2002/03
- Champions-League-Sieger: 2004/05